# Andy Polo
Andy Jorman Polo Andrade (Lima, 29 settembre 1994) è un calciatore peruviano, attaccante dell'Universitario e della nazionale peruviana.

## Caratteristiche tecniche
È considerato uno dei calciatori più forti del continente nati nel 1994.
È veloce, ha un fisico robusto ed una discreta resistenza. Dotato di un buon tiro, è in possesso di un buon controllo di palla e di un discreto dribbling con il quale disorienta i propri avversari. È abile con entrambi i piedi.

## Carriera

### Club

#### Universitario
Nel 2011 partecipa alla prima Coppa Libertadores Under-20 con l'Universitario. Il 10 giugno, nella prima sfida del girone A contro il Club Jorge Wilstermann, realizza il gol vittoria (1-0). Il 26 giugno si laurea campione battendo ai rigori il Boca Juniors ai rigori 4-2 (1-1 ai tempi supplementari).
Il 24 aprile 2011, a 16 anni, esordisce nella prima squadra nella partita vinta contro il Club Alianza Atletico Sullana per 1-0. Il primo gol arriva all'11ª giornata di campionato contro il Cienciano (5-0). In Copa Sudamericana segna il primo gol agli ottavi di finale contro il Club Deportivo Godoy Cruz. Il 15 gennaio 2012 viene opzionato dal Genoa, che avrebbe dovuto acquisirlo definitivamente a partire dal gennaio 2013, rinunciandovi nel febbraio dello stesso anno.

#### Inter
Il 31 gennaio 2014 viene acquistato a titolo definitivo dall'Inter, dove gioca con la Primavera.

#### Millonarios
Il 7 luglio 2014 diventa ufficiale il suo passaggio al club colombiano Millonarios. Il club in una nota dal sito presenta il giocatore come nuovo rinforzo per l'attacco sottolineando che: “È la prima volta che un club colombiano ingaggia un giocatore da uno dei più grandi club europei”. La formula dell'affare ha previsto l'acquisizione del 50% dei diritti sportivi di Polo, il quale ha firmato un contratto triennale.

#### Universitario
Nel febbraio del 2015 chiede e ottiene di tornare con la formula del prestito a casa, all'Universitario de Deportes, club peruviano in cui è cresciuto calcisticamente e in cui ha debuttato a 16 anni. Tuttavia, Andy, con l'allenatore Luis Fernando Suárez, non ha giocato molte partite.

### Nazionale

#### Sudamericano Sub-17
Nel 2011 partecipa al Campionato sudamericano di calcio Under-17 2011 con il Perù con il numero 11 sulle spalle. Esordisce con gol il 12 marzo 2011 contro l'Argentina U-17 finita 4-2 in favore di quest'ultima. Il 15 marzo, nella seconda giornata del torneo, realizza la sua seconda rete contro l'Ecuador: la partita finisce 1-1 e Polo viene ammonito. Il 18 marzo gioca ancora una volta da titolare nella partita persa 4-2 contro la Bolivia. Il 24 marzo arriva la prima vittoria nella competizione nell'ultima partita del girone A contro l'Uruguay, partita finita 3-0 in cui Polo realizzando l'ultimo gol. Dopo questa partita il Perù viene eliminato e conclude il torneo con 4 partite (tutte da titolare) e 3 gol.

#### Copa América Centenario
Viene convocato per la Copa América Centenario negli Stati Uniti. In seguito, prende parte alla spedizione della nazionale peruviana ai Mondiali di Russia 2018.

## Statistiche

### Presenze e reti nei club
Statistiche aggiornate al 28 ottobre 2024.
| Stagione                | Squadra                 | Campionato              | Campionato | Campionato | Coppe nazionali | Coppe nazionali | Coppe nazionali | Coppe continentali | Coppe continentali | Coppe continentali | Altre coppe | Altre coppe | Altre coppe | Totale | Totale |
| Stagione                | Squadra                 | Comp                    | Pres       | Reti       | Comp            | Pres            | Reti            | Comp               | Pres               | Reti               | Comp        | Pres        | Reti        | Pres   | Reti   |
| ----------------------- | ----------------------- | ----------------------- | ---------- | ---------- | --------------- | --------------- | --------------- | ------------------ | ------------------ | ------------------ | ----------- | ----------- | ----------- | ------ | ------ |
| 2011                    | Universitario           | CD                      | 19         | 4          | CP              | 1               | 0               | CS                 | 5                  | 1                  | -           | -           | -           | 25     | 5      |
| 2012                    | Universitario           | CD                      | 40         | 4          | -               | -               | -               | CS                 | -                  | -                  | -           | -           | -           | 40     | 4      |
| 2013                    | Univ. San Martín        | CD                      | 28         | 4          | CP              | 0               | 0               | -                  | -                  | -                  | -           | -           | -           | 28     | 4      |
| 2013-2014               | Inter                   | A                       | 0          | 0          | CI              | 0               | 0               | -                  | -                  | -                  | -           | -           | -           | 0      | 0      |
| lug.-dic. 2014          | Millonarios             | PA                      | 11         | 2          | CC              | 5               | 0               | CS                 | 1                  | 0                  | -           | -           | -           | 17     | 2      |
| 2015                    | Universitario           | CD                      | 24         | 1          | CP              | 1               | 0               | CS                 | 2                  | 0                  | -           | -           | -           | 27     | 1      |
| 2016                    | Universitario           | CD                      | 30+3       | 3+1        | CP              | 0               | 0               |                    | 2                  | 0                  | -           | -           | -           | 35     | 4      |
| gen.-lug. 2017          | Atlético Morelia        | LMX                     | 15         | 2          | CMX             | 1               | 0               | -                  | -                  | -                  | -           | -           | -           | 16     | 2      |
| 2017-gen. 2018          | Atlético Morelia        | LMX                     | 9          | 0          | CMX             | 1               | 0               | -                  | -                  | -                  | -           | -           | -           | 10     | 0      |
| Totale Atletico Morelia | Totale Atletico Morelia | Totale Atletico Morelia | 24         | 2          |                 | 2               | 0               |                    | 0                  | 0                  |             | 0           | 0           | 26     | 2      |
| 2018                    | Portland Timbers        | MLS                     | 23+5       | 1+0        | US              | 1               | 0               | -                  | -                  | -                  | -           | -           | -           | 29     | 1      |
| 2019                    | Portland Timbers        | MLS                     | 19+1       | 0          | US              | 1               | 0               | -                  | -                  | -                  | -           | -           | -           | 21     | 0      |
| 2020                    | Portland Timbers        | MLS                     | 13+1       | 1+0        | -               | -               | -               | -                  | -                  | -                  | MLS B       | 7           | 1           | 21     | 2      |
| 2021                    | Portland Timbers        | MLS                     | 4          | 0          | -               | -               | -               | CCL                | 1                  | 0                  | -           | -           | -           | 5      | 0      |
| Totale Portland Timbers | Totale Portland Timbers | Totale Portland Timbers | 66         | 2          |                 | 2               | 0               |                    | 1                  | 0                  |             | 7           | 1           | 76     | 3      |
| 2022                    | Universitario           | CD                      | 28         | 1          | CP              | 0               | 0               | CS                 | 0                  | 0                  | -           | -           | -           | 28     | 1      |
| 2023                    | Universitario           | CD                      | 30+2       | 1+0        | CP              | 0               | 0               | CS                 | 9                  | 0                  | -           | -           | -           | 41     | 1      |
| 2024                    | Universitario           | CD                      | 33         | 3          | CP              | 0               | 0               | CL                 | 6                  | 0                  | -           | -           | -           | 39     | 3      |
| Totale Universitario    | Totale Universitario    | Totale Universitario    | 209        | 18         |                 | 2               | 0               |                    | 24                 | 1                  |             | 0           | 0           | 235    | 19     |
| Totale carriera         | Totale carriera         | Totale carriera         | 338        | 24         |                 | 11              | 0               |                    | 26                 | 1                  |             | 7           | 1           | 382    | 26     |

### Cronologia presenze e reti in nazionale
| Cronologia completa delle presenze e delle reti in nazionale ― Perù | Cronologia completa delle presenze e delle reti in nazionale ― Perù | Cronologia completa delle presenze e delle reti in nazionale ― Perù | Cronologia completa delle presenze e delle reti in nazionale ― Perù | Cronologia completa delle presenze e delle reti in nazionale ― Perù | Cronologia completa delle presenze e delle reti in nazionale ― Perù | Cronologia completa delle presenze e delle reti in nazionale ― Perù | Cronologia completa delle presenze e delle reti in nazionale ― Perù |
| Data                                                                | Città                                                               | In casa                                                             | Risultato                                                           | Ospiti                                                              | Competizione                                                        | Reti                                                                | Note                                                                |
| ------------------------------------------------------------------- | ------------------------------------------------------------------- | ------------------------------------------------------------------- | ------------------------------------------------------------------- | ------------------------------------------------------------------- | ------------------------------------------------------------------- | ------------------------------------------------------------------- | ------------------------------------------------------------------- |
| 29-3-2016                                                           | Montevideo                                                          | Uruguay                                                             | 1 – 0                                                               | Perù                                                                | Qual. Mondiali 2018                                                 | -                                                                   |                                                                     |
| 30-5-2016                                                           | Washington                                                          | El Salvador                                                         | 1 – 3                                                               | Perù                                                                | Amichevole                                                          | 1                                                                   | 69’                                                                 |
| 5-6-2016                                                            | Washington                                                          | Haiti                                                               | 0 – 1                                                               | Perù                                                                | Coppa America 2016 - 1º turno                                       | -                                                                   | 83’                                                                 |
| 9-6-2016                                                            | Phoenix                                                             | Ecuador                                                             | 2 – 2                                                               | Perù                                                                | Coppa America 2016 - 1º turno                                       | -                                                                   | 50’                                                                 |
| 13-6-2016                                                           | Foxborough                                                          | Perù                                                                | 1 – 0                                                               | Brasile                                                             | Coppa America 2016 - 1º turno                                       | -                                                                   |                                                                     |
| 18-6-2016                                                           | East Rutherford                                                     | Perù                                                                | 0 – 0 (2-4 dtr)                                                     | Colombia                                                            | Coppa America 2016 - Quarti di finale                               | -                                                                   | 81’                                                                 |
| 1-9-2016                                                            | La Paz                                                              | Bolivia                                                             | 2 – 0                                                               | Perù                                                                | Qual. Mondiali 2018                                                 | -                                                                   | 46’                                                                 |
| 11-11-2016                                                          | Asunción                                                            | Paraguay                                                            | 1 – 4                                                               | Perù                                                                | Qual. Mondiali 2018                                                 | -                                                                   | 75’                                                                 |
| 16-11-2016                                                          | Lima                                                                | Perù                                                                | 0 – 2                                                               | Brasile                                                             | Qual. Mondiali 2018                                                 | -                                                                   | 75’                                                                 |
| 29-3-2017                                                           | Lima                                                                | Perù                                                                | 2 – 1                                                               | Uruguay                                                             | Qual. Mondiali 2018                                                 | -                                                                   | 83’                                                                 |
| 14-6-2017                                                           | Lima                                                                | Perù                                                                | 3 – 1                                                               | Giamaica                                                            | Amichevole                                                          | -                                                                   | 70’                                                                 |
| 1-9-2017                                                            | Lima                                                                | Perù                                                                | 2 – 1                                                               | Bolivia                                                             | Qual. Mondiali 2018                                                 | -                                                                   | 87’                                                                 |
| 6-10-2017                                                           | Buenos Aires                                                        | Argentina                                                           | 0 – 0                                                               | Perù                                                                | Qual. Mondiali 2018                                                 | -                                                                   | 70’                                                                 |
| 11-11-2017                                                          | Wellington                                                          | Nuova Zelanda                                                       | 0 – 0                                                               | Perù                                                                | Qual. Mondiali 2018                                                 | -                                                                   | 90’                                                                 |
| 16-11-2017                                                          | Lima                                                                | Perù                                                                | 2 – 0                                                               | Nuova Zelanda                                                       | Qual. Mondiali 2018                                                 | -                                                                   | 73’                                                                 |
| 30-5-2018                                                           | Lima                                                                | Perù                                                                | 2 – 0                                                               | Scozia                                                              | Amichevole                                                          | -                                                                   | 69’                                                                 |
| 9-6-2018                                                            | Göteborg                                                            | Svezia                                                              | 0 – 0                                                               | Perù                                                                | Amichevole                                                          | -                                                                   | 84’                                                                 |
| 13-10-2018                                                          | Miami                                                               | Perù                                                                | 3 – 0                                                               | Cile                                                                | Amichevole                                                          | -                                                                   | 76’                                                                 |
| 17-10-2018                                                          | East Hartford                                                       | Stati Uniti                                                         | 1 – 1                                                               | Perù                                                                | Amichevole                                                          | -                                                                   | 90+1’                                                               |
| 16-11-2018                                                          | Lima                                                                | Perù                                                                | 0 – 2                                                               | Ecuador                                                             | Amichevole                                                          | -                                                                   | 73’                                                                 |
| 20-11-2018                                                          | Arequipa                                                            | Perù                                                                | 2 – 3                                                               | Costa Rica                                                          | Amichevole                                                          | -                                                                   | 60’                                                                 |
| 23-3-2019                                                           | Harrison                                                            | Perù                                                                | 1 – 0                                                               | Paraguay                                                            | Amichevole                                                          | -                                                                   | 77’                                                                 |
| 27-3-2019                                                           | Washington                                                          | Perù                                                                | 0 – 2                                                               | El Salvador                                                         | Amichevole                                                          | -                                                                   | 46’                                                                 |
| 6-6-2019                                                            | Lima                                                                | Perù                                                                | 1 – 0                                                               | Costa Rica                                                          | Amichevole                                                          | -                                                                   | 68’                                                                 |
| 9-6-2019                                                            | Lima                                                                | Perù                                                                | 0 – 3                                                               | Colombia                                                            | Amichevole                                                          | -                                                                   | 67’                                                                 |
| 15-6-2019                                                           | Porto Alegre                                                        | Venezuela                                                           | 0 – 0                                                               | Perù                                                                | Coppa America 2019 - 1º turno                                       | -                                                                   | 66’                                                                 |
| 18-6-2019                                                           | Rio de Janeiro                                                      | Bolivia                                                             | 1 – 3                                                               | Perù                                                                | Coppa America 2019 - 1º turno                                       | -                                                                   |                                                                     |
| 22-6-2019                                                           | San Paolo                                                           | Brasile                                                             | 5 – 0                                                               | Perù                                                                | Coppa America 2019 - 1º turno                                       | -                                                                   |                                                                     |
| 3-7-2019                                                            | Porto Alegre                                                        | Cile                                                                | 0 – 3                                                               | Perù                                                                | Coppa America 2019 - Semifinale                                     | -                                                                   | 71’                                                                 |
| 7-7-2019                                                            | Rio de Janeiro                                                      | Brasile                                                             | 3 – 1                                                               | Perù                                                                | Coppa America 2019 - Finale                                         | -                                                                   | 86’                                                                 |
| 16-11-2019                                                          | Miami Gardens                                                       | Colombia                                                            | 1 – 0                                                               | Perù                                                                | Amichevole                                                          | -                                                                   | 65’                                                                 |
| 8-10-2020                                                           | Asunción                                                            | Paraguay                                                            | 2 – 2                                                               | Perù                                                                | Qual. Mondiali 2022                                                 | -                                                                   | 90+7’                                                               |
| 13-10-2020                                                          | Lima                                                                | Perù                                                                | 2 – 4                                                               | Brasile                                                             | Qual. Mondiali 2022                                                 | -                                                                   | 90+1’                                                               |
| 13-11-2020                                                          | Santiago del Cile                                                   | Cile                                                                | 2 – 0                                                               | Perù                                                                | Qual. Mondiali 2022                                                 | -                                                                   | 79’                                                                 |
| 17-11-2020                                                          | Lima                                                                | Perù                                                                | 0 – 2                                                               | Argentina                                                           | Qual. Mondiali 2022                                                 | -                                                                   | 81’                                                                 |
| 16-1-2022                                                           | Lima                                                                | Perù                                                                | 1 – 1                                                               | Panama                                                              | Amichevole                                                          | -                                                                   | 83’                                                                 |
| 21-1-2022                                                           | Lima                                                                | Perù                                                                | 3 – 0                                                               | Giamaica                                                            | Amichevole                                                          | -                                                                   | 73’                                                                 |
| 25-3-2023                                                           | Magonza                                                             | Germania                                                            | 2 – 0                                                               | Perù                                                                | Amichevole                                                          | -                                                                   | 56’                                                                 |
| 28-3-2023                                                           | Madrid                                                              | Marocco                                                             | 0 – 0                                                               | Perù                                                                | Amichevole                                                          | -                                                                   | 80’                                                                 |
| 7-9-2023                                                            | Ciudad del Este                                                     | Paraguay                                                            | 0 – 0                                                               | Perù                                                                | Qual. Mondiali 2026                                                 | -                                                                   | 90’                                                                 |
| 12-9-2023                                                           | Lima                                                                | Perù                                                                | 0 – 1                                                               | Brasile                                                             | Qual. Mondiali 2026                                                 | -                                                                   | 46’                                                                 |
| 12-10-2023                                                          | Santiago del Cile                                                   | Cile                                                                | 2 – 0                                                               | Perù                                                                | Qual. Mondiali 2026                                                 | -                                                                   | 46’                                                                 |
| 17-10-2023                                                          | Lima                                                                | Perù                                                                | 0 – 2                                                               | Argentina                                                           | Qual. Mondiali 2026                                                 | -                                                                   | 46’                                                                 |
| 22-3-2024                                                           | Lima                                                                | Perù                                                                | 2 – 0                                                               | Nicaragua                                                           | Amichevole                                                          | -                                                                   | 73’                                                                 |
| 7-6-2024                                                            | Lima                                                                | Perù                                                                | 0 – 0                                                               | Paraguay                                                            | Amichevole                                                          | -                                                                   |                                                                     |
| 21-6-2024                                                           | Arlington                                                           | Perù                                                                | 0 – 0                                                               | Cile                                                                | Coppa America 2024 - 1º turno                                       | -                                                                   | 84’                                                                 |
| 25-6-2024                                                           | Kansas City                                                         | Perù                                                                | 0 – 1                                                               | Canada                                                              | Coppa America 2024 - 1º turno                                       | -                                                                   |                                                                     |
| 6-9-2024                                                            | Lima                                                                | Perù                                                                | 1 – 1                                                               | Colombia                                                            | Qual. Mondiali 2026                                                 | -                                                                   | 90+4’                                                               |
| 11-10-2024                                                          | Lima                                                                | Perù                                                                | 1 – 0                                                               | Uruguay                                                             | Qual. Mondiali 2026                                                 | -                                                                   |                                                                     |
| 15-10-2024                                                          | Brasília                                                            | Brasile                                                             | 4 – 0                                                               | Perù                                                                | Qual. Mondiali 2026                                                 | -                                                                   | 73’                                                                 |
| 19-11-2024                                                          | Buenos Aires                                                        | Argentina                                                           | 1 – 0                                                               | Perù                                                                | Qual. Mondiali 2026                                                 | -                                                                   | 86’                                                                 |
| 20-3-2025                                                           | Lima                                                                | Perù                                                                | 3 – 1                                                               | Bolivia                                                             | Qual. Mondiali 2026                                                 | 1                                                                   | 64’                                                                 |
| 25-3-2025                                                           | Maturín                                                             | Venezuela                                                           | 1 – 0                                                               | Perù                                                                | Qual. Mondiali 2026                                                 | -                                                                   | 83’                                                                 |
| 6-6-2025                                                            | Barranquilla                                                        | Colombia                                                            | 0 – 0                                                               | Perù                                                                | Qual. Mondiali 2026                                                 | -                                                                   | 78’                                                                 |
| 10-6-2025                                                           | Lima                                                                | Perù                                                                | 0 – 0                                                               | Ecuador                                                             | Qual. Mondiali 2026                                                 | -                                                                   | 85’                                                                 |
| Totale                                                              |                                                                     | Presenze                                                            | 55                                                                  |                                                                     | Reti                                                                | 2                                                                   |                                                                     |

## Palmarès

### Club

#### Competizioni giovanili
- Coppa Libertadores Under-20: 1

Universitario: 2011

#### Competizioni nazionali
- Campionato peruviano: 1

Universitario: 2024